# Нові Решоти
Нові Решоти (рос. Новые Решёты) — селище у Кочковському районі Новосибірської області Російської Федерації.
Входить до складу муніципального утворення Новорешотівська сільрада. Населення становить 558 осіб (2010).

## Історія
Згідно із законом від 2 червня 2004 року органом місцевого самоврядування є Новорешотівська сільрада.

## Населення
| 2002 | 2007 | 2010 |
| ---- | ---- | ---- |
| 643  | ↗716 | ↘558 |